# Pagan II. (Haifa)
Pagan II. (frz. Payen, lat. Paganus Cayphæ dominus; * vor 1150; † vor Oktober 1198) war Herr von Haifa im Königreich Jerusalem.

## Leben
Er war der Sohn von Vivian, Herr von Haifa, und dessen Gattin Beatrix. Er selbst heiratete spätestens 1165 Hodierna, Tochter des Joscelin Pisellus. Mit ihr hatte er zwei Söhne:
- Rohard (II.) († vor 1244), Herr von Haifa;
- Rainald († nach 1232), Kämmerer von Jerusalem.

1165 tätigte er gemeinsam mit seinen Eltern und seiner Gattin eine Schenkung an die Grabeskirche in Jerusalem. Beim Tod seines Vaters folgte er diesem als Herr von Haifa und ist als solcher erstmals am 1. Juni 1185 in einer Urkunde König Balduins V. urkundlich belegt.
Haifa wurde im Juli 1187 von den Ayyubiden unter Saladin erobert und die dortige Kreuzfahrerburg geschleift. Pagan floh nach Tyrus und ist dort im Mai 1188 in einer Urkunde Konrads von Montferrat belegt. Um 1190 wurde Haifa wieder unter christliche Kontrolle gebracht. Während des Dritten Kreuzzugs und der Eroberung von Akkon 1191 hielt er sich im Gefolge Konrads von Montferrat auf. Zum Ende des Dritten Kreuzzugs, als Richard Löwenherz wieder nach Europa abreiste, wurde im Oktober 1192 die Herrschaft Haifa von König Heinrich wieder an Pagan zurückerstattet.
Pagans Todesdatum ist nicht bekannt, spätestens im Oktober 1198 war ihm sein Sohn Rohard als Herr von Haifa nachgefolgt.